# مكتبة التاريخ

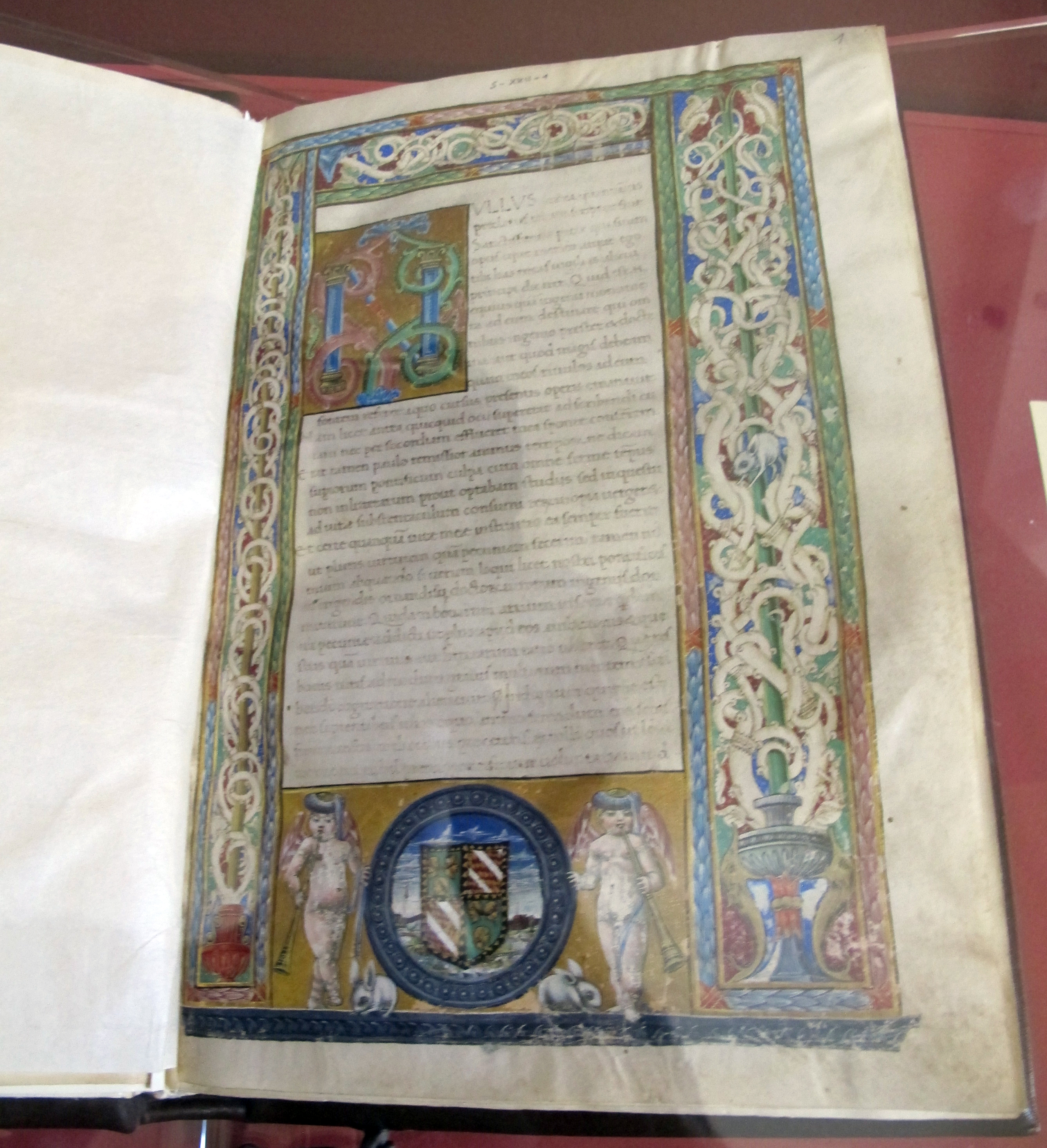
مخطوطة لموسوعة مكتبة التاريخ مُزَيَّنة بماء الذهب تعود للعصور الوسطى.

مَكْتَبَةُ التَّارِيخِ، (بالإغريقيّة: Βιβλιοθήκη ἱστορική)، هي موسوعةٌ تاريخيّةٌ عالميّةٌ ضخمة ألّفها المؤرّخ اليونانيّ ثيودور الصقليّ، مؤلَّفةٌ من أربعين كتابًا، ومقسّمة على ثلاثةِ مجلّداتٍ، وهي تعنى بتناول تاريخ العالم وبعض أساطيره من مصر القديمة حتى نحو عام 60 قبل الميلاد. يتناول في الكتبّ الستّ الأولى ثقافة وتاريخ مصر القديمة (الكتاب الأول)، وبلاد الرافدين والهند وسقيثيا وشبه الجزيرة العربية (الكتاب الثاني)، وشمال إفريقيا (الكتاب الثالث)، وكذلك اليونان وأُورُبّا (الكتب 4 إلى 6)، ويسترسل في سرده التاريخي بترتيب جغرافيّ مُعيّن. أمّا في المُجلَّد الثاني (الكتب 7 إلى 17)، فراح يسرد أحداث تاريخ العالم من زمن حرب طروادة حتى موت الإسكندر الأكبر، وفي المجلّد الثالث (الكتاب 17 حتى آخر كتاب) تعاطى أحداث التاريخ من زمن موت الإسكندر حتى بداية قيام الحروب الغاليّة أو نحو عام 60 قبل الميلاد. وارتأى أن يسمّي موسوعته «مكتبةً» لحقيقة أنّها ثمرة تجميع معلوماتٍ وآثار من كتب مؤرّخين قبله، منهم: إكَطَيوس الأبديريّ وقطيسياس الأكنيديّ وإفور الكيميّ وثيوفومب وهيرونيم الكارديّ ودورِس الشّامُسيّ وفيليسّ وطيماوس الطبرمينيّ وبوصيدنيُس وفوليبيوس وديلوس.
قد فُقِدَت أغلب كتب الموسوعة، ولم يتبقّ منها سوى أوّل خمسةِ كتبٍ والكتب 11 إلى 20. وباقي الكتب ليست إلا أجزاءً متفرّقة حفظها فوتيوسُ الأوّل في مكتبته وقسطنطينُ السابع كمقتطفاتٍ عنده.

## التسلسل الزمني

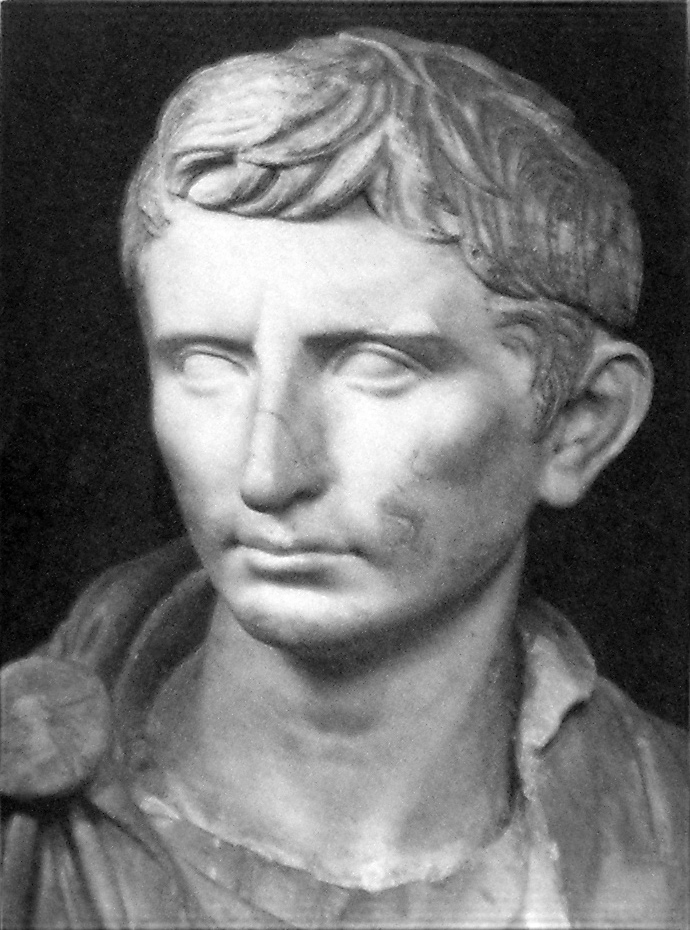
أنهى المؤلف تأليف مكتبة التاريخ بفترة بين عامي 36 و30 قبل الميلاد، إبّان قيام الحكم الثلاثي الثاني ونصرِ أغسطس على مارك أنطوني والملكة كليوباترا السابعة.

بدأ ثيودورُ بتجميع الآثار في الأولمبياد الثمانين بعد المئة، أي فيما بين عامي 60 و56 قبل الميلاد، وفي هذه الفترة، زار مصرَ ليصف آثارها ويقف على تاريخها.
وذكر في كتابه أنّه شهد أثناء إقامته في مصر الشّعبَ ثائرًا يطالب بموت أحد أعضاء الوفد الرّومانيّ لأنّه قتل هرّةً (''مكتبة التاريخ"، الكتاب الأول، الفقرة 41 و83)، وهذا أوّل ما عاصره بِدْءَ تجميع مكتبته. وآخر الحوادث التي عاصرها فكانت قوله (الكتاب السادس عشر، الفقرة السابعة): «إنّ قيصر (يعني أغسطس) جلا أهل مدينة طبرمين في صقلية عن موطنهم وأسكن بدلًا منهم جاليةً رومانيّة»‌. وذكر أيضًا أنّ أهل المدينة لم يمدّوا له يدن العون بعد استعانته بهم، فاضطرّ إلى مواجهة سكستوس بومبيوس في عرض البحر، ولم يكن قد اتّخذ أُهبته، فدُحر أغسطس وفقد أسطوله البحريّ ونجا بجلده عام 36 قبل الميلاد. وقرّر ثيودورُ في كتابه الأوّل أنّه قضى ثلاثين عامًا في تأليف مكتبته، وهذه الفترة الطويلة تشمل السنين التي قضاها في رحلاته للبلاد التي كتب عنها.

## المحتوى
تُعنى مكتبة التاريخ بالتاريخ العالميّ، أي أنّها تشمل أصقاع العالم كلّه على طيلة حُقَب الزّمان. ويُفتتَحُ كُلُّ كتابٍ بجدول يتضمّن محتوياته المُتعاطاة، ثم بمُقدّمةٍ يناقشُ فيها الكاتبُ وثاقة صلة التاريخ بباقي الأزمنة ومعرقلاتِ كتابته، ويناقش كذلك أهميّة الأحداث والمجريات التاريخية الموضوعة في كلّ كتاب، وكل هذا مُتَّفَقٌ عليه إجماعًا أنّه من عمل ثيودور، إلّا أنّ ما يتبعه من مضمونٍ هيّأ له في المقدمة وفكرةَ أنّه مُقتبَسٌ ومأخوذ من أعمال تاريخيّة سابقة محلُّ نقاشٍ.
تصفُ الكتبُ الخمسُ الأولى تاريخ وثقافات بعض بلاد العالم، بدون اللجوء إلى وضع تسلسل زمنيّ لكل حادثةٍ تلو الأخرى، ويصعب وضع هذا التسلسل عند الحديث عن تاريخ الأراضي البربريّة والماضي البعيد. وترتيب الكتب ومواضيعها يعتمد الصلةَ الجغرافيّة لكل دولٍ بأختها. أما الكتب، من الكتاب السادس إلى العاشر، التي انتقل فيها المؤلّفُ من الأساطير والخرافات إلى الحديث عن اليونان العتيقة، فقد فُقِدَت. واتّخذ في كتابه العاشر أسلوب الكتابة الحوليّ لسرد أحداث العالم، أي أنّه روى حكايات العالم كلّه في سنةٍ معيّنة، لينتقل بعدها إلى أحداث السنة التي تليها، وهكذا دواليك. أما الكتب الحادي عشر إلى العشرين، فهي سليمة غير متلفة، ويغطّي فيها الكاتب الأحداث بين عامي 480 و302 قبل الميلاد، مستمرًّا على نهج الكتابة الحوليّ. أمّا كتبه الواحد والعشرين إلى الأربعين، التي تعاطى فيها الأحداث من 302 قبل الميلاد إلى زمانه، أي نحو عام 60 قبل الميلاد، فإنّ معظمها قد فُقِدَ.

### الكتاب الأول: مصر
يبتدئ ثيودورُ هذا الكتاب بمُقدٍّمةٍ عن موسوعته، يناقش فيها أهمّيّة التاريخ عامّة، وبالخصوص التاريخ العالمي. ويلي ذلك مضمون الكتاب، وهو مُجَزَّأ إلى جزأين، الأوّل يغطّي أصل العالم والتطوّر الحضاريّ في مصر، ويتضّمن نقاشًا لأفكار وآراء العلماء الإغريقيّين على اختلافهم التي تتعلق بسبب حدوث فيضانات نهر النّيل السنويّة. والثاني يقدّم فيه المؤلّفُ للقارئِ تاريخَ مصر، وتقاليدها وأديانها، بأسلوب متّزن غير انحيازيّ. ويوثّق ثيودورُ نصوصه في هذا الكتاب بآثار المؤرّخَينِ إكطيوس الأبديريّ وآغاثارخوس الأكنيديّ.  

### الكتاب الثاني: آسيا
يُفتتحُ هذا الكتاب بمقدّمة مقتضبة عن المحتويات التي تناولها الكاتب. ويقف فيه بالأغلب على تاريخ الآشوريّين والأراضي التي شيّدها نينوس وسميراميس، وسقوط السلالة الحاكمة تحت حكم شردانفال المتشبّه بالنساء، وأصل الميدينيّين الذين أسقطوها. ومن الواضح أنّ هذا القسم من الكتاب مصدره تقاريرُ قطيسياس الأكنيديّ (الفصول 1-34). أمّا باقي الكتاب، فهو مُكرَّسٌ لوصف أهل آسيا وأقوامها. فوصف بدايةً الهِندَ معتمدًا آثارَ ميغستين (الفصول 35-42)، ثم السكان السقيثيّين في سهوب أوراسيا، الذين من ضمنهم الإيفربوريّين والأمزونيّين (الفصول 43-47) ثم العربية السعيدة (الفصول 48-54). ويُختَتم الكتاب بأثرٍ يحكي عن رحلة الرّحّالة يامبُل إلى جُزُرٍ على المحيط الهندي، إلّا أنّ القصّة اكتُشف بعد حينٍ أنّها مقتبسة من رواية هلنستيّة من الأدب الطوباويّّ.

### الكتاب الثالث: إفريقيا
أخذ في هذا الكتاب يصف جغرافيا شمال إفريقيا، التي من ضمنها إثيوبيا ومناجم الذهب في مصر والخليج العربي وليبيا، حيث موضعَ مواقع كائناتٍ أسطوريّة في ثقافات تلك البلاد، كالغورغونات وعمونيون وأطلس وأمَزون. ويصف ثيودور حال عمّال مناجم الذهب في مصر وصفًا يكشف عن جبروتٍ حيّ، إذ ذكر آغاثارخوس في كتاباته مقتبسًا عنه:
ويكدح أولئك المدانون -بأعدادهم العظيمة، مُصفَّدين بالأغلال- بلا راحة وتوقّف، نهارًا وليلًا. وقد عُدم اللّين معهم، فلا يرحم السقيم ولا العجوز، ولا المصاب ولا حتى المرأة، رغم ضعفها ورقّتها. ويضربهم مراقب صارم لئلا يتوّقفوا وليستمّروا في عملهم كرهًا، ولا يُستثنى منهم أحد، وما لهذا التنكيل إلا أنّ يذرهم على الأرض صرعى أثناء شغلهم.

### الكتاب الرابع: الأساطير اليونانية
أورد في هذا الكتاب حكاياتٍ عن الأساطير اليونانيّة، فأخذ يتكلّم عن أساطير ديونيسيوس وفريابس والميوزات وهرقل وبحّارو الآرجو والساحرة ميديا وثيسيوس وغيرهم من الموجودات الأسطورية.

### الكتاب الخامس: أوروبا
يصف ثيودور في هذا الكتاب جغرافيا أوروبا. فتكلّم عن جزر صقلية ومالطا وقرشفة وسردانية وجزر البليار، ثم عن بريطانيا و'باسيليا' وبلاد الغال وشبه الجزيرة الإيبيريّة ومناطق ليغوريا وإطوريا في شبه الجزيرة الإيطالية. وأخيرًا، وصف جزيرتي مليطمة وبنخايا الواقعتين في المحيط الجنوبي والجزر اليونانية.

### الكتاب السادس إلى العاشر: حرب طروادة واليونان القديمة
الكتب من السادس إلى العاشر هي أجزاء متفرّقة، تغطّي حوادثَ أخذت مجراها قبل وبعد حرب طروادة، قصصًا متنوّعةً كقصصِ بيليروفون وأورفيوس وأينياس ورومولوس، وكذلك مدنٍ مِثلَ روما وشحات (قورينا)، وحكايا ملوكٍ مثل كرويسوس وقورش الأكبر. ويشار في الكتاب أيضًا إلى بعض الفلاسفة أمثال فيثاغورس وزينون الإيليّ.

### الكتاب الحادي عشر: 480-451 ق. م
هذا الكتاب ليس له مقدمة، بل مجرّد بيان مُوجَز لمحتوياته.
يركّز المؤلّف في هذا الكتاب على وقائع موطنه اليونان، ويفتتحها بغزو الفرس الثاني لليونان بقيادة خشايارشا الأول (1-19، 27-39)، ثم يتكلّم عن تشييد تيميسطوكل لمدينة بيرايوس والأسوار الطويلة في أثينا (41-50، 54-59)، وعن مدينة فينتسونطاطيا (60-65، 78-84، 88). ويُضَمِّنُ كتابه هذا بوقائع وقعت في مدينته صقلية، كالحرب الذي احتدمت بين غيلون السرقوسيّ والقرطاجيّين (20-26)، والازدهار في زمن خلفائه ثم تدهوره (51-53)، ثمّ حرب السرقوسيّين مع دوقيتيوس (76-78، 88-92).
اتّفق جمهور العلماء على أنّ ثيودور اعتمد آثارَ إفور الكيميّ في توثيق كتابه، إلّا أنّ ثلّة قليلةً منهم ناقشوا أنّه اعتمد نصوص هيرودوت وثوسيديد وغيرهم في تكملة ملحق الكتاب.

### الكتاب الثاني عشر: 450-416 ق. م
يستغرق الكاتب في هذه المُقدِّمة فكرةَ إمكانيّة تغيّر القدر. ويشير إلى أنّ الوقائع السيئة غير المُتَقَبَّلة قد تخرج بنتائج مرضية وذات نفع للمجتمع، كما حصل عندما ازدهرت اليونان بعد الحروب الفارسية.
يركّز ثيودورُ في هذا الكتاب بالأساس على اليونان، فيقصّ الأخبار عن دمار مدينة فينتسونطاطيا (1-7، 22، 27-28)، والنّصف الأوّل من الحرب البيلوبونيسيّة (30، 31-34، 38-51، 55-63، 66-73)، والصراعات المتزامنة ومعاهدةَ سلامِ الخمسين (74-84). وأغلب الأخبار الهامشيّة المذكورة تقتصر على إيطاليا الجنوبيّة، فذكر شيئًا عن تأسيس مدينة ثيراي (9-21، 23، 35)، ونيلِ الدّهماء مناصب رفيعة في روما (24-25). ثم ذكر قصّة سفارة غورغياس إلى مدينة أثينا، واحتدام الحرب بين لنتيني وسرقوسة (54-56).
ما زال يعتمد ثيودورُ تقاريرَ إفور الكيميّ بوصفها مصدرًا لنصوصه، وقد يكتب ملحقات الكتاب بالاعتماد على مؤرّخين آخرين، هذا بالنسبة لمصادر أحداث اليونان في هذا الكتاب، أما مصدر أحداث اليونان الغربية فيستند بها إلى آثار المؤرخ طيماوس الطبرمينيّ.

### الكتاب الثالث عشر: 415-404 ق. م
ينبّه ثيودور على أنّ محتوى الكتاب غنيّ بالأحداث، ولهذا فالمقدمة يجب أن تكون مُوجَزة.
يُفتتحُ الكتاب بقصّة الحملة الصقليّة، التي انتهت إلى إلقاء خطبتين مُسهَبَتينِ في سرقوسة، بُغية التأنّي ودراسة الآراء في الحكم بكيفية التعامل مع الأسارى الأثينيّين (1-33). وبعد ذلك تختلفُ المنطقتان مجدّدًا وتنقسمان. ثم تُقصّ أحداث الحرب الديقيليّة نزولًا إلى فترتي معركة آرجينوز ونهرِ أيغوسبوطام باعتماد الآثار اليونانية (35-42، 45-53، 64-74، 76-79). أمّا الآثار الصقليّة، فتحكي عن انطلاق شرارة الحرب القرطاجية الثانية، التي انتهت بتربّع ديونيسيوس الأكبر على عرش الحكم الاستبداديّ (43-44، 54-63، 75، 80-96، 108-114).
وما زالت تقارير إفور الكيميّ مُتَّفَقٌّ على أنّها مصدر الآثار الإغريقية وتقارير طيماوس الطبرمينيّ على أنّها مصدر الآثار الصقليّة، إلّا أنّه لم يؤكد إن كان أصل قصّة الحملة الصقليّة من إفور أو طيماوس. ويرى ساكس أنّ الخُطبَتين في آخر ذلك الأثر -أي أثر الحملة الصقليّة- من تأليف ثيودور نفسه.

### الكتاب الرابع عشر: 404-387 ق. م
في مقدِّمَةِ الكتاب، عدَّ ثيودورُ النقدَ أو الثلبَ المُؤنِّبَ (blasphemia) للأشخاصِ عقوبةً لهم على أفعالهم الفاسدة والشرّيرة في حياتهم، التي تتجسّدُ غالبًا في الأشخاص ذوي السلطة والجبروت. وعليه، على كلِّ متجبّر ومتسلّط أن يتجنّب سيّئ الأفعال، ليتجنّب بذلك أن تثلبه الأجيالُ اللاحقةُ من بعده. وضرب أمثلةً في الكتاب يوضّحُ بها حقيقة كلامه، وهي مواضيع الكتاب الرئيسيّة.
في الكتابِ قسمانِ من الأحداث، قسم يتناول الأخبار الإغريقية، وآخرُ الصقليّةَ. يُسرَدُ في الأثر الإغريقيّ قصّةَ حكومة الطّغاةِ الثلاثين في أثينا (3-6، 32-33)، وفترةِ ترسيخ السيطرة الأسبرطيّة حتى انحسارها (10-13، 17، 34-36، 38)، ومحاولةِ قورش الأصغر للاستيلاء على العرش الفارسيّ بمساعدةٍ من المرتزِقةِ العشرةِ آلاف (19-31)، واحتلالِ أجيسيلاوس الثاني الأناضولَ الفارسيَّ (79-80)، والحربِ البيوتيّة (81-86، 91-92، 94).
أمّا الأثرُ الصقليُّ، فهو يستوعبُ قصّةَ ديونيسيوس الأكبر وتسلُّمَهُ الحكمَ الاستبداديَّ في صقلية (7-9، 11-16، 18)، وحربَه الثانيةَ مع القرطاجيّين (41-78، 85-91، 95-96)، وغزوَهُ إيطاليا الجنوبيّةَ (100-108، 111-112).
وفي بعض الملاحظاتِ المُوجَزةِ يُشار إلى بعض الأحداث الرومانيّة التي جرت كُلَّ سنةٍ بعد الأخرى، منها الحرب مع مدينة فيو (93) وحادثة النَّهْبِ الغَاليِّ (117-113).
وما زالت تقارير إفور وطيماوس المصدر الذي يقتبس منه ثيودور.

### الكتاب الخامس عشر: 386-361 ق. م
في هذه المُقدِّمَة، يبيّنُ ثيودورُ بعض النقاطِ المهمّة التي تُمَكِّنُنَا من فهم الفلسفة وراء عمله هذا كُلِّه. فيشيرُ بدايةً إلى أهمّية حرّيّةِ التعبير (parrhesia) وما له من أثرٍ في بلورةِ المغزى العامِّ الأخلاقيِّ من عمله، حتى أنّه عدَّ مدحَهُ الصريحَ في حقّ النّاس الأخيار ونقدَهُ السيّئين منهم أمرًا يُشجِّعُ القرّاءَ ويحفّزُهم ليحسنوا التصرف ويتخلّقوا بالشّمائل الحسنة، ثم ضرب الإمبراطوريةَ الأسبرطيّة مثلًا، فإنّ سقوطَها -الذّي رواه في هذا الكتاب- كان نتيجةَ معاملتِهم الفظّةِ والقاسيةِ مع ضحاياهم وأساراهم. ويَعُدُّ ساكسُ فكرةَ سقوط الإمبراطوريّات المحورَ الأساسيَّ الذي يدور حوله عملُ ثيودور، الذي هو بنفسه كان ضحيّةً من ضحايا طغيان روما، الأمر الذي ألهمه أكثرَ ليكتب ويبيّن.
يشمل هذا الكتابُ فترةَ ذروةِ الحكمِ الأسبرطيِّ في اليونان، وما تخلّلتها من أحداثٍ كالغزو الفارسيّ والحرب الأولِنثيَّة واحتلال قَدْمِيَا (8-12، 18-23)، وكذلك هزيمة الأسبرطيّين في الحرب البيوتيّة، الأمر الذي أدّى إلى بداية السيطرة على مدينة طيبة (25-35، 37-40، 62-69، 75، 82-88). أمّا الأخبار الفرعيّة، فتحكي بالأساس عن حربِ أوغوروس الأوّل ضدّ الفرس في قبرص (2-4، 8-9)، وحروبِ ديونيسيوس الأوّل ضدّ الإيريليّين والإتروسكانيّين والقرطاجيّين وحادثةِ وفاتِه (13-17، 73-74)، وإخفاقِ أردشير الثاني في محاولتِه غزو مصر (41-43)، وواقعةِ تصفيةِ سِقِيطَالِسْمَ في مدينة آرغوس (57-58)، وسيرةِ ياسون الفيرائيّ (57، 60، 80، 95)، وثورةِ المرازبةِ الكُبرى ضد الملك أردشير الثاني (90-93).
يُتَّفَقُ أنّ المصدر الأساسيَّ لهذا الكتاب تقاريرُ إفور، ويبدو أنّه قد اقتبس من مصادر أُخَرَ مثل الكتاب البهنسيّ لتاريخ الإغريق (Hellenica Oxyrhynchua). ويدورُ نقاشٌ فيما إذا كان قد استمرَّ في هذا الكتاب بالاقتباسِ من تقارير طيماوس بشأن الأحداث الصقليّة أو أنّها مقتبسة هي كذلك من تقارير إفور.

### الكتاب السادس عشر: 360-336 ق. م
يُنبِّهُ المؤلّفُ في المُقدِّمة على أهمّيّة تماسك المواضيع والآثار المرويّة، ولهذا فالأفضل أن يتناول كُلُّ كتابٍ أو فصلٍ قصّةً مُعيَّنةً من بدايتها حتى النهاية. ثم ينتقل الكاتب إلى تمجيد فيليب الثاني المقدوني، ومشاركته في الحرب المُقدَّسة الثالثة وما أدت إليه من توسّعٍ في النفوذ والسلطة، وهذه الوقائع هي مواضيع الكتاب الرئيسيّة.
تستوعبُ الأخبارُ الفرعيّةُ بالأساس قصّةَ هزيمةِ ديونيسيوس الثاني على يد ديون السرقوسي (5-6، 9-15)، والحرب الاجتماعية (7، 21-22)، واحتلالِ أردشير الثالث مِصرَ مرَّةً أخرى (40-52)، وحملةِ طيمُليُون العسكريّة (مُؤرَّقةً بينيًّا من 65-90).
ربما قد اعتمد ثيودورُ في مواضيعه الرئيسيّة الأولى تقاريرَ إفور، ولكن بعد ذلك فالمصادر محلُّ نقاش. فإنّه يحتمل أن تكون تقارير ديموفليوس أو ديلوس أو دورس الشامسيّ أو ثيوفومب، ولكن التّناقضاتُ الظاهرةُ في رواياته تشير إلى أنّه اقتبس من عدّة مصادر في نفس الوقت، ولم يفلح في الجمع بينها. أمّا الأحداث الصقليّة، فقد يكون معتمدًا في سردها تقاريرَ طيماوس وكذا أثانيس.

### الكتاب السابع عشر: 335-324 ق. م
يُغطّي هذا الكتابُ حياةَ الإسكندر الأكبر منذ ترؤّسه الحكم، مرورًا بحملاته العسكريّة ضد فارس، حتى وفاته في بابل. ولم تُرْوَ في الكتاب أخبارٌ فرعيّة لأحداث معاصرة كما قد وُعِدَ في المُقدِّمَة، إلّا أنّه قد استوعب نشاطات الإسكندر في مقدونيا خلال حَمَلاتِه، الأمر الذي لم يوجد في الآثار الأخرى. ولأنَّ الكتاب مُطوَّلٌ، فإنّه مُجَزَّأٌ إلى جزأين، يقفُ أوَّلُهما عند معركة غوغميلا (1-63)، ويُستأنفُ في الثاني إلى حين موت الإسكندر (64-118).
ويدور نقاشٌ حول مصادر ثيودور لقصّة الإسكندر، إذ أنّ المصادرَ المُقتبسَ عنها تشملُ تقارير أرسطوبولوس الكاسندريّ وقليطارخ وأونِسقريط ونيارخوس، إلّا أنّ اقتباسه منها سواء بطريقة مباشرة أو لا أمرٌ تعلوه الضبابيّة. ونظرًا لانسجام نصوصِ الأثر مع بعضها البعض، فإنّ هناك من العلماء من رأى أنّ المصدر واحد، والمُرَجَّحُ أن يكون قليطارخ.

### الكتاب الثامن عشر: 323-318 ق. م
يغطّي هذا الكتاب الفترة فيما بين العامين 323 و318 قبل الميلاد، ويناقش فيه الكاتبُ الجدلَ الذي كان قائمًا بين جِنِرالات الإسكندر بعد موته، ثم بداية قيام الحروب بين خلفاء طوائف الإسكندر. ويعتمد النصّ بالأساس آثارَ هيرونيم الكارديّ. ولم يتناول ثيودور أيَّ حدثٍ خارج منطقة شرق البحر الأبيض المتوسط، إلا أنّ استخدامه للإشارات المرجعيّة لبعض النقاط يدلُّ على تغطيته أحداث صقلية كذلك.

### الكتاب التاسع عشر: 317-311 ق. م
يُفتَتحُ هذا الكتاب بمُقدِّمَةٍ يناقش فيها المؤلِّفُ الديمقراطيّةَ وما يفعل ذوو السلطة في المجتمع من إطاحةٍ بها وعرقلةٍ، ولا شأن لمن دونهم في ذلك، وضربَ مثلًا قصّةَ أغاثوقل السرقوسي.
يُستأنَفُ في هذا الكتابِ قصُّ أثرِ خلفاء طوائف الإسكندر، وحروبِهم الثانية والثالثة في ما بينهم، ولم يُذكر في الأثر شيءٌ عن الحرب البابليّة. ورُوِيَتْ فيه -أي الأثر- كذلك قصّةُ وصول أغاثوقل السرقوسيّ إلى السلطة، وانطلاقِ شرارةِ الحرب بينه وبين مدينة قرطاج. ويدورُ نقاشٌ فيما إذا كان الأثر المذكورُ قد اقتُبِسَ من تقارير كالياس السرقوسي أو طيماوس الطبرمينيّ أو دورس الشامُسيّ.

### الكتاب العشرون: 310-302 ق. م
يناقش ثيودورُ في هذه المقدّمة ما يفعله بعض المؤرّخين الإغريقيّين من اختلاق أقوالٍ للشخصيات التاريخيّة لتنطق بها. وعدّ ثيودورُ الأمر غير ملائمٍ لأسلوب الكتابة التاريخيّة، ولكن أقرّ -اعتدالًا- بأنّ أقوالًا كهذه تضفي صبغةً تنوّعيّة وتُسْهِمُ بأن تكون ذات مغزًى تعليميّ.
كرّس الكاتبُ هذا الكتابَ لخبرين متوازين، أحدهما عن فشل أغاثوقل في محاولةٍ لاحتلال قرطاج، والآخر عن استمرار الحروب بين خلفاء طوائف الإسكندر، التي هيمن فيها أنطيغون الأعور وديميتريوس الأوّل المقدونيّ. وأهمّ أثرٍ فرعيٍّ في هذا الكتاب كان أثر حروب كِليونيمُس الإسبرطيٍّ في إيطاليا (104-105).

### الكتاب الواحد والعشرون إلى الأربعين
لم تنجُ هذه الكتب بالكامل، ولكن حُفِظَت منها أجزاءُ كثيرة، على يدِ خدامٍ بيزنطيّين يعملون تحت إمرة قسطنطين السابع، وعلى يد البحّاثة اللاهوتيّ فوتيوس. وغطّت هذه الكتبُ أحداث تاريخ الممالك الهلنستية من زمن معركة إبسوس عام 301 قبل الميلاد، مرورًا بالحروب التي أُقيمت بين روما وقرطاج، إلى نحو عام 60 قبل الميلاد، أو قرابة بدايةِ الحروب الغالية التي أقامها يوليوس قيصر عام 59 قبل الميلاد.
يعتمد ثيودور في كتبه من الـ21 إلى الـ32 النصوصَ التاريخيّةَ لفوليبيوس، التي نجا عدد ليس بقليلٍ منها، ويمكن معرفة صحّتها بمقارنتها بباقي النصوص، إلّا أنّه قد يكون قد اعتمد بعض نصوص فيلينوس الجِرْجَنْتِيّ وغيره من المؤرخين المنسيّين. أما الكتب من 32 إلى 38 أو 39 فقد يكون مصدرها المؤرّخ بوصيدنيُس.

## آراء نقدية

### العصور القديمة والوسطى
أثنى المؤرخ بِليني الأكبر في موسوعته التاريخ الطبيعي على ثيودور لتفرّده بالبساطة والتواضع بين المؤرخين الإغريقيّين، والّذي باتّصافه بهما أطلق اسم «مكتبة التاريخ» على موسوعته.

### العصر الحديث
أكّد تساهلُ ثيودورَ في طريقة اقتباسه الآثارَ من المؤرخين السابقين رأيَ كاتبِ مقالة الموسوعة البريطانيّة 1991 القاسي بشأن مكتبة التاريخ، إذ قال:
تكمن الأخطاء التي وقع فيها ثيودور بطبيعة شروعه في العمل وأسلوبِ الكتابة التاريخية الحَوْلِيَّة المُخفِق الّذي اتّبعه. ولم يُبدِ شيئًا من مَلَكَته النّقديّة بوصفه مُؤرّخًا، وسردُه التّفاصيل والأحداث لم يكن فيه ارتباط. ويظهر على نصوصه التكرار والتناقض المُتَعاقبانِ، وكذلك الرّتابة المُمِلَّة، إضافةً إلى عدم وجود أيِّ طابعٍ مُمَيَّزٍ فيها. أمّا أُسلوب كتابته عامّةً، الذي يقف وسيطًا بين أسلوب اللهجة الأتيكيّة اليونانيّة ولهجته العامّيّة الذي يتكلّم بها، فهو يُمَكّننا من اكتشافِ مواضعِ عدم الاستيعاب للأجزاء النصّيّة التي أوردها في عمله.
وعلى الرَّغْمِ مما لهذا الكلام من حِدَّةٍ وقساوة، إلّا أنّ هناك علماء معاصرون مُتضلّعون في أدب الإغريق تطرّفوا في آرائهم أكثر. وقد عُرِفَ عن ثيودورَ محاولته تحويرَ القصص والحكايات لتخدم فكرة (مجدِ الإغريقيّين الأسمى)، الأمر الذي دفع أحد العلماء البارزين ليصفه بأنّه أحدُ «أضلع شخصين في الكذب في العصر الكلاسيكيّ القديم»، (والثاني هو قطيسياس).
أمّا شارلس هنري آلتفاتر، فأغلب الأمر أنّ تقديره في حق ثيودور منطورٌ بعين العطف، وكتب رأيًا في مقدّمة ترجمته للموسوعةِ فحواه أنّ ثيودور قد استشهد بأفضل المصادر في كتابه عمله، وكان أمينًا في نقله وروايته، وقرّر أنّ هناك أسبابًا كثيرةً لتبنّي هذا القول.

## تاريخ التحرير
تعود أقدم مخطوطة موجودة لمكتبة التاريخ إلى القرن العاشر تقريبًا. وأوّل طبعةً للموسوعة كانت مقتصرة على الكتب الخمس الأولى مُتَرجَمةً للاتينيّة على يد بوجيو براشيوليني في بولونيا عام 1472 م. واقتصرت أوّل طبعةٍ باللغة اليونانية (في بزلة عام 1535 م) على الكتب 16 إلى 20، مُتَرجَمةً على يد فينسنتيوس أوبسوفُيوس. ولم تُطبع باقي الكتب وأجزاء الكتب 21 إلى آخرها حتى عام 1559، إذ نشرها هنري إستين سنتئذٍ في جنيف.